# Eddie Nartey
Eddie Nartey, né le 6 novembre 1984, est un acteur, réalisateur et producteur de films ghanéen. Son rôle secondaire dans Somewhere In Africa de Frank Rajah lui a valu des nominations aux Nollywood and African Film Critics Awards Film Critics Awards ainsi qu'aux Ghana Movie Awards. 

## Biographie

### Enfance, études et débuts
Eddie a fait sa scolarité primaire et au collège à l'école méthodiste Korle Gonno à Accra. Pour ses études secondaires, il est allé à l'école secondaire de la cathédrale Holy Trinity (HOTCASS). Il a ensuite étudié à l'Université du Ghana, Legon, où il a obtenu un BFA en Beaux-Arts avec une spécialisation en réalisation.

### Carrière
Sa première opportunité en tant que réalisateur est venue avec le film, qu'il a co-écrit avec Evelyn. Ce film mettait en vedette des acteurs tels que Majid Michel, Kwadwo Nkansah, Nana Ama Mcbrown, Fred Amugi et Gloria Sarfo. Il a également été nommé dans la catégorie du meilleur acteur pour Kiss Me If You Can.
ll a collaboré avec Juliet Ibrahim sur le film Shattered Romance. Il a également écrit et réalisé le film Royal Diadem.
Il est apparenté à l'acteur et réalisateur britannique Danny Erskine.

## Vie privée
Son épouse est décédée en janvier 2021, après deux ans de mariage.

## Filmographie
Eddie Nartey a joué dans plusieurs films, dont :
- Wedlock of the Gods
- Return Of Beyonce
- Crime To Christ
- In The Eyes Of My Husband
- Gallery of Comedy
- Passion and Soul
- Girls Connection
- Agony of Christ
- Ties That Bind
- The King Is Mine 1&2
- Somewhere In Africa 1&2
- Tears Of Womanhood 1&2
- Pool Party 1&2
- The Silent Writer
- Last Battle
- Intimate Battle 1&2
- Believe Me
- Testing The Waters
- Love & Crime

Il a réalisé et produit :
- Ça peut être de l'amour
- Romance brisée
- Diadème Royal
- Elle a prié
- Belles ruines
- En avril
- Samaï
- Croix croisée
- Cette nuit
- La série télévisée du coin
- Conversation
- La nouvelle Adabraka
- Frema
- Femme en guerre
- Kofi Abebrese
- Okada

## Prix
| Année | Récompense          | Catégorie              | Résultat   |
| ----- | ------------------- | ---------------------- | ---------- |
| 2010  | Ghana Movie Awards  | Meilleur acteur        | Nomination |
| 2011  | Ghana Movie Awards  | Meilleur acteur        | Nomination |
| 2016  | Golden Movie Awards | Meilleur scénario      | Lauréat    |
| 2017  | Nelas Awards        | Meilleure série TV     | Nomination |
| 2018  | Ghana Movie Awards  | Meilleur scénario      | Lauréat    |
| 2018  | Ghana Movie Awards  | Meilleur réalisateur   | Nomination |
| 2018  | Ghana Movie Awards  | Meilleur film          | Nomination |
| 2018  | Nelas Awards        | Meilleur court-métrage | Lauréat    |
| 2018  | Nelas Awards        | Meilleur producteur    | Lauréat    |